# 坂倉竹之助
坂倉 竹之助（さかくら たけのすけ、1946年 - ）は、日本の建築家。
父は建築家坂倉準三、母方の祖父は文化学院創立者で建築家の西村伊作。妻は実業家の横井英樹の娘。妻の連れ子にヒップホップMCのZEEBRA。妻との実子にヒップホップMCのSPHERE。
1946年、東京生まれ。1970年、日本大学理工学部建築学科卒業。同年、坂倉建築研究所入所。1979年、坂倉インターナショナル開設。1998年に坂倉アトリエに改称。1999年からは坂倉建築研究所会長。また文化学院建築科長にも就任した。
主な作品に「ギャラリー・サカ」、「東京ミッドタウン」、分譲型別荘「追分倶楽部」など。「神奈川県立博物館」 で神奈川県建築賞を、「聖サレジオ学園ドンボスコ記念聖堂」で日本芸術院賞他を受賞している。